# Ilhéu Grande
Ilhéu Grande és un illot deshabitat de l'arxipèlag de Cap Verd. És el més gran del grup d'illots dels Ilhéus Secos, situat 4 km a l'oest de l'Ilhéu de Cima l'altre principal illot del grup, i a 7 km al nord de l'illa Brava. Administrativament, formen part del municipi de Brava.
L'illot és una muntanya submarina volcànica i té costes rocalloses. La major part és estèril, però té una mica de vegetació dispersa. Té una longitud de 2,3 kilòmetres de sud-oest a nord-est i l'amplada és aproximadament d'1,1 km de sud-est a nord-oest. La totalitat de l'illot és una reserva natural.